# Herb Permu

Herb Permu.

Herb Permu (ros: Герб Перми) – jest oficjalnym symbolem samorządowym rosyjskiego miasta Perm, przyjętym w obecnej formie 9 czerwca 1998 roku przez radę miejską.

## Opis i symbolika
Francuska tarcza herbowa o jednolitym polu barwy czerwonej. W pole wpisany srebrny niedźwiedź zwrócony w heraldyczną prawą stronę (z perspektywy obserwatora jest to lewa strona). Niedźwiedź znajduje się w chodzie, jedna z jego przednich łap jest wyciągnięta. Jego pazury, uszy i oczy barwy czarnej. Na grzbiecie niedźwiedzia złota księga Ewangelii z prawosławnym krzyżem barwy czarnej na jej frontowej okładce. Strony ewangelii widoczne od góry barwy srebrnej, inne elementy księgi odznaczone w odcieniach złota. Nad Ewangelią srebrny krzyż będący wariacją formy maltańskiej.
Niedźwiedź widniejący w herbie pojawia się na odznakach związanych z regionem jeszcze przed założeniem miasta Perm, np. na sztandarach wojsk czy pieczęciach na dokumentach. Niedźwiedź był też symbolem związanym z wierzeniami Komi-Permiaków, którzy zamieszkiwali i zamieszkują te ziemie. Było to zwierzę przez nich czczone i jako takie przeszło do komi-permiackiego folkloru, m.in. pieśni, legend, wierszy i podań ludowych. Niedźwiedzie zęby i pazury były noszone przez wojowników jako amulety, a także znajdowały się w ich chatach - jako mające przynosić szczęście i opiekę. Niedźwiedź jest więc symbolem siły i potęgi mieszkańców miasta, podkreśla gotowość do obrony grodu i kraju oraz ich męstwo. Ma on także odzwierciedlać piękno przyrody wraz z rozległymi terenami otaczającymi miasto oraz jego licznymi lasami pełnymi dzikich zwierząt.
Księga Ewangelii w herbie permskim ma symbolizować chrześcijańską edukację, która zapewniała przez dziesięciolecia mieszkańcom regionu, pierwsze na tych ziemiach formy szkolnictwa. Użycie prawosławnego krzyża ma podkreślać wielkie zasługi Kościoła Prawosławnego. To także hołd dla prawosławia, które przyniosło miastu kulturę. Znajdujący się powyżej krzyż jest kolejnym nawiązaniem do chrześcijaństwa. Niedźwiedź niosący Ewangelię z górującym nad nim krzyżem ma też podkreślać zasługi prawodawstwa i edukacji chrześcijańskiej, które wyciągnęły miejscową ludność z niecywilizowanych form życia i przyniosły im szansę rozwoju. Krzyż ma też nawiązywać do słońca, które chroni i daje życie. Czerwień użyta w herbie podkreśla, że miasto jest stolicą ważnego regionu Rosji.

## Historia

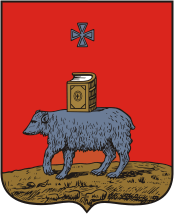
Herb Permu z 1783 r.

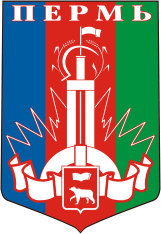
Herb Permu z 1969 r.

Pierwsze użycie niedźwiedzia jako elementu tarczy herbowej datuje się jeszcze przed oficjalnym założeniem miasta, bo na początku XVII wieku. Takie wyobrażenie pojawia się np. za panowania cara Aleksego I Romanowa. W połowie XVIII wieku niedźwiedź jako symbol miasta permskiego zwrócony jest w heraldyczną lewą stronę (prawą z punktu widzenia obserwatora), krzyż znajduje się bezpośrednio na księdze, a całość wieńczy korona. 17 lipca 1783 r. cesarzowa Katarzyna II nadaje miastu pierwszy oficjalny herb, opracowany w heroldii petersburskiej. Jest on w zasadzie zgodny z obecnie używanym wyobrażeniem, stylistyka niedźwiedzia była inna, ale symbolika mówiąca o cywilizowaniu tych ziem przez Rosję pozostawała taka sama. Kilka lat później Perm otrzymał status miasta gubernialnego. W 1859 r. przedstawiono nowy projekt permskiego herbu. Miała to być tarcza o jednolitym czerwonym polu. Zmienić się miała stylistyka niedźwiedzia, miał on zyskać wyciągnięty język, a krzyż miał spoczywać na księdze. Rolę korony herbowej spełniać miała złota baszta o trzech blankach, za tarczą skrzyżowane dwa srebrne kilofy, a całość otoczona wstęgą Orderu św. Aleksandra Newskiego. Projekt ten nie wszedł jednak w życie i aż do 1917 r. zachowano tradycyjny herb.
Po przewrocie bolszewickim dotychczasowy herb wychodzi z użycia i zostaje zastąpiony przez symbolikę związaną z ideologią komunistyczną. W 1967 r. władze miasta ogłosiły konkurs na nowy herb, który miał odzwierciedlać nową epokę w dziejach Permu. 25 września 1969 r. rada miasta przyjęła nowy projekt. Perm stał się jednym z pierwszych miast w Związku Radzieckim, które wróciły do dawnych tradycji heraldycznych. Była to tarcza herbowa podzielona na trzy poziome pola. Patrząc od lewej strony: błękitne, czerwone i zielone. Pierwsze dwa kolory miały być odwołaniem do barw związanych z Rosyjską Federacyjną Socjalistyczną Republiką Radziecką, a zieleń miała odzwierciedlać zasoby naturalne miasta. Było to także odwołanie do licznych lasów regionu, a błękit dodatkowo oznaczać miał wody rzeki Kamy. Pośrodku umieszczono znajdujący się w mieście pomnik poświęcony rewolucji w kolorze srebrnym, pod nim małą tarczę z tradycyjnym wyobrażeniem permskiego niedźwiedzia, usunięto jednak z niego wszystkie elementy religijne, które zastąpiono jedynie otwartą księgą. Wokół monumentu złota poświata mająca odzwierciedlać rolę miasta jako ważnego centrum przemysłu energetycznego i inżynierii. W górnej części pomnika sierp, flaga oraz kłosy zbóż, które miały oddawać triumf idei rewolucyjnych. Nad nimi srebrnymi literami wypisana nazwa miasta.
Herb pod tą postacią obowiązywał do rozpadu Związku Radzieckiego, choć jest on jeszcze czasem używany przez grupy komunistyczne działające w mieście. W czasach sowieckich pojawiały się też inne symbole miasta, zatwierdzane przez władze Permu jako możliwe do użycia. Jednym z nich była czerwona tarcza podzielona na dwa pola. W górnym, na czarnym tle, widniała srebrna nazwa miasta. W dolnym czerwonym polu, srebrny niedźwiedź, nad nim srebrna księga (bez odwołania religijnego), a krzyż zastąpiono srebrną gwiazdą. Przemiany jakie nastąpiły w Federacji Rosyjskiej w latach dziewięćdziesiątych XX wieku sprawiły, że pojawiło się zapotrzebowanie na nowy herb. Już 23 grudnia 1993 r. przywrócono dawny herb miasta jaki obowiązywał przed 1917 rokiem, do którego wprowadzono delikatne poprawki w stylistyce. 9 czerwca 1998 r. rada miejska jeszcze raz potwierdziła swoją decyzję. Herb ten został zarejestrowany w Państwowym heraldycznym rejestrze Federacji Rosyjskiej, gdzie otrzymał numer 287. Jego użycie jest regulowane przez specjalną ustawę. Ma on być umieszczany na fasadach budynków, związanych zarówno z urzędami prawodawczymi jak i wykonawczymi, a także w biurach i na salach posiedzeń najwyższych władz miasta. Powinien on także znaleźć swoje miejsce na pieczęciach, dyplomach, lista gratulacyjnych oraz najważniejszych dokumentach wytwarzanych przez permską administrację.